# 증언
|                                                       |
| 증거법                                                |
| 영미법 시리즈                                         |
| 증거의 종류                                           |
| 증언 · 물증                                           |
| 전자증거 · 무죄입증 증거                              |
| 과학적 증거 · 물적 증거                               |
| 목격자지목 · DNA증거                                  |
| 거짓말                                                |
| 관련성                                                |
| 입증책임 · 증거기초                                   |
| 공공복리예외 · 오염 · 성격증거                        |
| 습관증거 · 유사사실                                   |
| 진위확인                                              |
| 관리 연속성 · 주지의 사실                             |
| 최량증거원칙 · 자기확증문서 · 오래된 문서             |
| 증인                                                  |
| 증인적격 · 증언거부특권                               |
| 직접신문 · 교호신문 · 재직접신문                      |
| 탄핵증거                                              |
| 기록된 기억 · 전문가증언                              |
| 사망자 규정                                           |
| 전문증거와 예외                                       |
| 영국법 · 미국법                                       |
| 자백 · 업무상 기록                                    |
| 흥분 상태의 언급 · 임종시의 진술                      |
| 일방 당사자의 자인 · 오래된 문서                      |
| 이익에 반하는 진술 · 현장성 감각 인상 · 부대상황 사실 |
| 권위학술서 · 비언어적 행동                            |
| 미국법의 다른 영역                                    |
| 계약법 · 불법행위법                                   |
| 재산법 과 미국의 유언신탁법                           |
| 형법 · 증거법                                         |

증언(證言)은 소송법 상 증인이 법원의 심문에 대하여 자기가 경험한 바를 그대로 전술하는 일 또는 그 내용을 말한다. 증인은 특정한 경우를 제외하고는 일반적으로 증언의 의무가 있다. 선서한 증인이 허위의 진술을 하면 위증죄의 문책을 받는다.

## 증언거부권
증언거부권(證言拒否權)은 증언할 의무를 이행하는 것을 거절할 수 있는 권리이다.
증인이 정당한 이유 없이 증언을 거부한 때에는 선서거부의 경우와 같은 과태료 등의 제재가 있으나(161조) 증언의무에 대하여는 예외적으로 증언거부권이 인정되는 경우가 있다.   즉 자기 또는 일정한 관계 있는 자 즉 호주·친족·세대주, 또는 이런 관계가 있던 자, 법정대리인·후견감독인이 형사소추(刑事訴追) 또는 공소제기를 당하거나 유죄판결을 받은 사실이 드러날 염려가 있는 경우(148조), 또는 변호사·의사 등 일정한 자가 업무상 위탁을 받는 관계로 알게 된 사실로서 타인의 비밀에 관한 것인 경우(149조)에는 그 이유를 알리고 증언을 거부할 수 있다. 다만 후자의 경우 본인(비밀의 이익주의)의 승낙이 있거나 중대한 공익상의 필요가 있는 때에는 증언거부권이 인정되지 아니한다(149조 단서). 149조에 규정되지 않은 신문기자가 뉴스의 근원에 관하여 증언을 거부할 수 있는가 하는 문제가 있으나 외국(日本)의 판례는 증언거부권을 부정하였다. 증언을 거부하는 자는 그 거부 사유를 소명(疏明)하여야 한다. 그리고 증언거부권을 실효성 있게 하기 위하여 재판장은 신문을 하기 전에 증언에 대하여 증언을 거부할 수 있음을 설명해 주어야 하는 것으로 하고 있다(160조).

## 같이 보기
- 증언거부특권

## 참고 문헌
- 아서 베스트, 미국 증거법 (사례와 해설), 탐구사 2009. ISBN 9788989942207